# Акселбендер
Акселбендер (њем. Achselbänder) је декоративна ознака (нарукавни подвезник) на униформи неких војних лица. Израђују се обично од гајтана разних боја а носе се на блузи или шињелу, често око левог или десног рамена. Врста која се носи око рамена се састоји од двије плетенице (краће горње и дуже доње) и гајтана око истих. Крајеви гајтана на предњој страни висе и завршавају се металним привјесцима.
У српској војсци су их носили дворски редовни и почасни ађутанти, ордонанс-официри, генерали и војводе. У југословенској војсци КЈ их носе још и жандармеријски и генералштабни официри, музичари и значари. У ЈНА акселбендере су носиле почасне јединице Гарде.